# Троице-Сергиев Варницкий монастырь
Тро́ице-Се́ргиев Ва́рницкий монасты́рь — мужской монастырь Русской православной церкви, расположенный на окраине Ростова Великого (посёлок Варницы). Является приписным монастырем к Троице-Сергиевой лавре. Обитель основана в 1427 году на месте рождения преподобного Сергия Радонежского.

## История

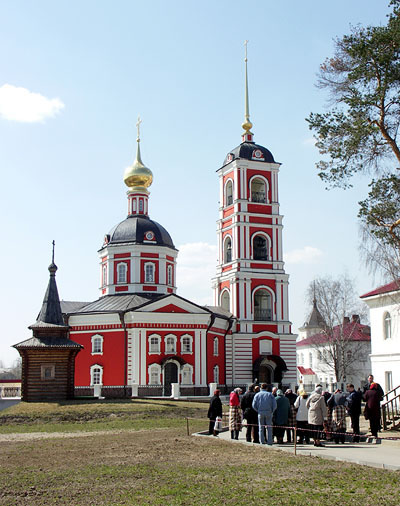
Троицкий собор, восстановленный из руин в XXI веке

Троице-Сергиев Варницкий монастырь известен по документам с 1614 года. Исследователь ростовских церковных древностей А. А. Титов писал: 
Благочестивые наши предки с целью увековечить в памяти грядущих поколений место родины великого сподвижника земли русской, воздвигнув храм и обитель в Варницах Ростовских, в подражание основанной Сергием обители Троицкой, также назвали её Троицкою. Что же касается до названия «Варницкий», то оно присвоено монастырю потому, что до конца XVII столетия находились соляные варницы.
По преданию, монастырь основан ростовским архиепископом Ефремом в 1427 году в Варницкой слободе на окраине города Ростова на месте рождения святого Русской православной церкви преподобного Сергия Радонежского, спустя пять лет после обретения мощей преподобного Сергия. Считается, что территория, занимаемая Троице-Сергиевым Варницким монастырём, в XIV веке входила в состав поместья Кирилла и Марии, родителей преподобного Сергия. Эта традиция, связывающая Варницы с местом рождения Сергия Радонежского, является, по словам Е. Е. Голубинского, весьма поздней и не может претендовать на особую достоверность.
Монастырь был бедным и долгое время не мог себе позволить каменного строительства; в 1725-31 гг. действовал как женский, а монахов и насельников переселили в Спасо-Преображенский монастырь. Главный храм, как и в Троице-Сергиевой лавре, — Троицкий собор (до 2014 года), впервые ставший каменным в 1763—1771 годах по желанию и на средства ростовского епископа Афанасия (Волховского). Главный престол посвящался Святой Троице, южный придел — преподобным Сергию и Никону Радонежским, северный придел — святителям Афанасию и Кириллу Александрийским. Освящение Троицкого собора епископ произвёл 16 октября 1771 года.
До 1764 года во главе Троице-Сергиева монастыря стояли игумены, после монастырской реформы оставленную за штатом обитель возглавляли строители. Зимняя Введенская церковь сооружена в 1826—1828 годы на деньги ростовских купцов.
В 1919 году Троице-Сергиев монастырь был закрыт, а в последующие годы почти полностью разрушен. Был уничтожен Троицкий собор, ограда, жилые и хозяйственные строения, по территории проложена автомобильная дорога. Уцелели лишь перестроенная Введенская церковь (в ней устроили инкубатор птицесовхоза) и братский келейный корпус.
В 1991 году в монастыре произошло чудо: женщина, которая не могла ходить, целую службу пролежала под иконой преподобного Сергия Радонежского, молясь об исцелении. После службы она самостоятельно смогла подняться и уйти из храма
За воротами монастыря находится Поклонный Крест, на месте которого, по преданию, произошла встреча маленького Варфоломея со старцем-черноризцем.
В монастыре совершали Божественную Литургию святитель Тихон, патриарх Московский и святой праведный Иоанн Кронштадтский

## Современное состояние
После возвращения Церкви земельного участка с немногочисленными руинами (13 февраля 1995 года) началось его восстановление. К 2010 году архитектурный ансамбль монастыря был отстроен заново. В 2000—2003 годах выстроен Троицкий собор, отреставрирована и возобновлена Введенская церковь, над Святыми вратами построен храм в честь преподобных Кирилла и Марии (2003—2004), сооружены жилые, служебные и административные корпуса. В 2014 году возведён собор в честь Преподобного Сергия Радонежского, имеет приделы в честь преподобного Виталия Александрийского и Елены, царицы Сербской.
Ныне Троице-Сергиев Варницкий монастырь — приписной монастырь Свято-Троицкой Сергиевой лавры — состоит в непосредственном ведении Патриарха Московского и всея Руси Кирилла.
В обители действует православная гимназия и при ней пансион для юношей, обучающихся в 10-м и 11-м классах.
При монастыре есть гостиница, которая готова разместить паломников и гостей обители, ежедневно работает Монастырская Лавка и Кофейня, где продаётся продукция в том числе и собственного производства (мёд, квас, морс, сбитень)